# Guerra de les Malvines
La Guerra de les Malvines (Falklands War en anglès) va tenir lloc entre l'abril i el juny de 1982. L'Argentina s'enfrontà al Regne Unit per intentar conquerir aquest arxipèlag així com les Illes Geòrgia del Sud i Sandwich del Sud, situades també a l'Atlàntic Sud. L'Argentina inicià una ocupació militar el 2 d'abril. Fracassades les iniciatives diplomàtiques, el Regne Unit va enviar una força naval per enfrontar-se a la marina i l'aviació argentines i així recuperar les illes mitjançant una operació amfíbia. La guerra acabà amb capitulació de les forces argentines, que va tenir lloc el 14 de juny. Després de setanta-quatre dies de combats, el balanç de baixes mortals fou de dos-cents cinquanta-cinc soldats britànics així com de sis-cents quaranta-nou militars argentins entre soldats, marins i aviadors, i de tres civils de les Malvines.
Aquest conflicte va resultar d'un llarg i arrelat enfrontament diplomàtic entre el Regne Unit i l'Argentina per la sobirania sobre les Malvines. Durant les accions militars, no va haver-hi cap declaració formal de guerra i la lluita va limitar-se a la zona en disputa. Segons els argentins, l'ocupació del 2 d'abril va significar la reconquesta d'una part del territori nacional sotmès a domini colonial per una potència estrangera mentre que, des del punt de vista britànic, es va tractar d'una invasió d'un Territori Britànic d'Ultramar.
La Guerra va tenir importants repercussions polítiques en tots dos països; a l'Argentina, la derrota va dur a la fi de la dictadura i a la reinstauració de la democràcia; per la seva banda, al Regne Unit, l'èxit de la campanya va reforçar el govern de Margaret Thatcher, la qual va guanyar les eleccions de 1983

## L'esclat del conflicte
L'autoanomenat Procés de Reorganització Nacional, la dictadura militar argentina instaurada arran del cop d'estat que el 24 de març de 1976 va enderrocar la presidenta María Estela Martínez de Perón, va començar a mostrar símptomes de crisi el 1981 quan, el 29 de març, al capdavant del règim Jorge Rafael Videla fou substituït per Roberto Eduardo Viola, qui, al cap de només uns mesos al poder, va haver de deixar el govern que, el 22 de desembre, passà a Leopoldo Fortunato Galtieri.
En una situació en què el govern militar argentí es trobava cada vegada més qüestionat arran de la greu crisi econòmica que patia el país, (amb uns índexs d'hiperinflació del 140% annual a final de 1981), com també a conseqüència de les protestes contra les violacions dels drets humans i la brutalitat de la seva repressió, amb milers de morts i de "desapareguts", el dictador Galtieri va mirar d'usar en profit propi un tema patriòtic argentí com ho és la reivindicació de les Malvines, el qual es relaciona amb el concepte geopolític de l'Argentina bicontinental en què la possessió de les Antilles antàrtiques (les Malvines, les Illes Geòrgia del Sud i Sandwich del Sud, les Illes Òrcades del Sud i les Illes Shetland del Sud) serviria de pont cap als territoris antàrtics que l'Argentina pretén annexionar-se.
La dictadura va coordinar la persecució als «subversius» amb els governs dels països limítrofs (tots ells també eren dictadures) i va signar acords de cooperació comercial amb diversos països llatinoamericans. Però la relació amb Xile va estar afectada per l'ambició de part dels alts comandaments (dirigits per Massera) que creien necessària una «bona guerra» per aixecar la moral de la població. L'oportunitat la hi va donar el Laude Arbitral de 1977, que va atorgar la sobirania de les illes orientals del canal de Beagle a Xile. Una escalada d'amenaces i provocacions portar a tots dos països a preparar-se per una guerra imminent; l'Exèrcit Argentí va planificar un atac massiu sobre el seu veí, que estava programat per a finals de 1978. L'opinió pública argentina va reaccionar negativament, i Videla es va oposar a l'esclat d'una guerra, però temia ser desplaçat pels seus generals més bel·licistes. En canvi, va acceptar immediatament un oferiment de mediació arbitral per part del Papa Joan Pau II, sotmetent la qüestió a un nou arbitratge. La guerra es va evitar, però els grups bel·licistes no van quedar conformes, el que portaria dos anys més tard a la Guerra de les Malvines.
Després de la ruptura de les negociacions diplomàtiques el gener de 1982, es va encarregar a l'almirall Jorge Anaya planificar la invasió de l'arxipèlag, programada per a l'abril; com a pas previ, el 19 de març un grup de civils argentins, que es presentaven com a ferrovellers, va desembarcar a les Gèorgies del Sud i va realitzar-hi un acte patriòtic com ho fou hissar-hi la bandera argentina i cantar l'himne nacional; el 25 de març, la flota britànica de l'Antàrtida va rebre l'ordre d'expulsar-los però no va poder dur-la a terme perquè tres vaixells militars argentins l'hi van impedir; per altra banda, el 30 de març, el govern argentí va efectuar un embarcament de tropes a Puerto Belgrano.
Immediatament després de la invasió del 2 d'abril, la bandera argentina va onejar als edificis públics de l'arxipèlag, com també s'hi va imposar el castellà com a llengua oficial, s'hi introduïren canvis en la toponímia, el més destacat dels quals fou denominar la capital de les Malvines (Malvinas en castellà) Puerto Argentino, bandejant així el nom tradicional de Port Stanley, i es va decretar que en la conducció de vehicles calia circular per la dreta, i no pas per l'esquerra com s'havia fet fins aleshores.
A l'Argentina, la decisió britànica presa mesos abans de replegar les forces navals de l'Atlàntic Sud fou el fet que la dictadura argentina interpretà com a senyal que Londres no tindria ganes ni forces per defensar les Malvines, als habitants de la qual el 1981 s'havia retirat la plena ciutadania britànica
Durant la guerra, el govern va excitar el xovinisme nacionalista de la població amb una campanya mediàtica destinada tant a alimentar el triomfalisme de la població com a difondre informacions falses en relació al desenvolupament de la guerra. Les portades de les publicacions més importants publicaven frases com ESTAMOS GANANDO, ¡SEGUIMOS GANANDO! o ESTAMOS DESTRUYENDO LA FLOTA BRITÁNICA (Revista Gente) o EUFORIA POPULAR POR LA RECUPERACIÓN DE LAS MALVINAS (Diari Clarín) o BASTA, PIRATAS: SI NOS ATACAN: ¡VAN A LA LONA! (Crónica). Els canals de televisió, monopoli de l'Estat, també van participar en la campanya mediàtica. Personalitats de tots els camps van donar suport a la invasió en entrevistes televisives. El canal 7 de l'Argentina va transmetre tant les notícies de la guerra, mitjançant l'informatiu 60 minutos (a càrrec de Carlos Gómez Fuentes) com un programa especial, 24 horas por Malvinas, destinat per a recaptar fons de tot tipus (joies, abrics de pell, diners, etc.) per l'anomenat Fondo Patriótico (Decret 753/82) un fons especial que suposadament estaria destinat a finançar les operacions, però que al cap i a la fi mai no es va saber sense dubtes on va anar a parar.

## Posicionaments diplomàtics
Malgrat tot, l'ocupació argentina de les Malvines va agafar per sorpresa el govern britànic; tanmateix, Margaret Thatcher va anunciar la seva intenció de respondre a l'agressió invocant el dret internacional, el dret a legítima defensa i, fins i tot, els drets humans davant de la necessitat d'evitar la caiguda de la població de les Malvines en mans de la dictadura argentina. Així doncs, Londres va engegar la creació d'una armada així com va dur a terme una ofensiva diplomàtica, com a resultat de la qual, el 3 d'abril, l'endemà de la invasió, el Consell de Seguretat de l'ONU va aprovar la resolució 502, exigint a l'Argentina la retirada de les seves tropes dels arxipèlags ocupats:
| «                                                                       | El Consell de Seguretat, Recordant la declaració formulada pel President del Consell de Seguretat el dia 23 45a. Sessió del Consell de Seguretat, celebrada l'1 d'abril de 1982 (S/14944), en la qual s'instava els governs de l'Argentina i del Regne Unit de la Gran Bretanya i Irlanda del Nord a abstenir-se de l'ús o de l'amenaça de la força a la regió de las Illes Falkland, Profundament preocupat pels informes sobre una invasió per part de les forces armades de l'Argentina el 2 d'abril de 1982, Declarant que existeix un trencament de la pau a la regió de les Illes Falkland, 1. Exigeix l'aturada immediata de les hostilitats. 2. Exigeix la retirada immediata de totes les forces argentines de les Illes Falkland. 3. Exhorta els Governs de l'Argentina i del Regne Unit a procurar trobar una solució diplomàtica a les seves diferències i a respectar plenament els propòsits i principis de la Carta de les Nacions Unides. | » |
| — Resolució 502 del Consell de Seguretat. Nova York, 3 d'abril de 1982. | |   |

Aquesta resolució fou aprovada amb els vots favorables dels EUA, Gran Bretanya, França, Jordània, Togo, Uganda, Zaire, Guaiana, Irlanda i Japó. Panamà va votar-hi en contra, mentre que la Unió Soviètica, la Xina, Polònia i Espanya van abstenir-se.
El president francès François Mitterrand va telefonar Thatcher per comunicar-li el seu suport, com també va ordenar als serveis secrets mostrar als britànics models dels avions Mirage i dels míssils Exocet, que França havia venut a l'Argentina; Londres va tallar relacions comercials amb l'Argentina i, el 10 d'abril, la Comunitat Econòmica Europea va votar sancions econòmiques contra l'Argentina.
Arran de l'òbvia ruptura de relacions diplomàtiques entre els dos països bel·ligerants, el Perú va decidir assumir la representació dels interessos diplomàtics argentins al Regne Unit, i Suïssa els de la Gran Bretanya a l'Argentina; a més, segons es va saber després, l'ajuda peruana a l'Argentina també es va produir en l'àmbit militar enviant a Buenos Aires deu avions Mirage M5-P carregats de medicines i equipaments militars eludint els radars bolivians i xilens; com a mostra de solidaritat, aquests avions foren venuts al govern argentí a un preu molt inferior al del mercat De fet, el Perú fou un dels pocs aliats incondicionals de l'Argentina, ja que, malgrat les seves similituds d'ideologia i de mètodes amb la dictadura argentina, el règim de Pinochet va donar suport als britànics arran del contenciós territorial existent entre Xile i l'Argentina per la possessió de les illes del Canal de Beagle.
El tractat de l'OTAN no obligava pas els EUA a donar suport als britànics a l'Atlàntic Sud així com el Tractat de Rio de Janeiro no els impel·lia tampoc a posar-se de banda de l'Argentina, la potència agressora; a més, dins del govern americà hi havia una divisió entre partidaris de fer costat al Regne Unit per reforçar així l'OTAN mentre que d'altres, com ara Jeane Kirkpatrick, representant dels EUA a l'ONU, s'estimaven més ajudar l'Argentina considerant-la un puntal de la lluita contra el comunisme a l'Amèrica del Sud. Tot això va donar lloc al pla de pau presentat pel secretari d'Estat Alexander Haig, segons el qual les Malvines havien de quedar, provisionalment, sota una administració tripartita (americana, argentina i britànica); ara bé, a final d'abril, el president Ronald Reagan va atribuir el fracàs de les negociacions als argentins, i, per això, es declarà favorable al Regne Unit per la qual cosa va decretar sancions econòmiques contra l'Argentina, com també proporcionà armes als britànics.
Al seu torn, malgrat l'anticomunisme visceral de la Junta Militar, la Unió Soviètica es va posicionar a favor de l'Argentina, cosa que va condicionar la postura de Cuba en aquest conflicte.

## La recuperació britànica de l'arxipèlag

### Els preparatius
Quan, per mitjà de Radioaficionats, va arribar la notícia de l'operació argentina, al Regne Unit es va considerar molt difícil recuperar les Falkland; el principal problema era el desavantatge de l'aviació, ja que els britànics només disposaven de trenta-quatre avions Sea Harrier mentre que Argentina posseïa dos-cents vint jets de combat. Per la seva banda, la marina dels EUA considerava impossible que una invasió militar britànica pogués tenir èxit.
A mitjans d'abril, la Royal Air Force va aconseguir instal·lar una base a Ascension, illa de l'Atlàntic que depèn de Santa Helena, on també va arribar-hi el gruix de la flota britànica mentre que una petita flota havia marxat per alliberar Geòrgia del Sud

### La recuperació de Geòrgia del Sud i l'atac al Santa Fe
Els expedicionaris de l'Operació Paraquet van començar a desembarcar a l'illa Geòrgia el 21 d'abril; ara bé, per culpa del mal temps, les tropes desembarcades van haver de retirar-se després que, a causa de la boira, dos helicòpters s'estavellessin al Glaciar Fortuna.
El 25 d'abril les forces britàniques aconseguiren inutilitzar el submarí argentí Santa Fe, i, poc després començà l'atac britànic a l'illa, a conseqüència del qual les forces argentines es rendiren, notícia que Margaret Thatcher aviat va fer difondre.

### La recuperació de les Falkland
Poc després de l'alliberament de l'illa Geòrgia, van començar els atacs aeris a les Falkland, dirigits des d'Ascensión, principalment contra les instal·lacions aèries de Port Stanley; per altra banda, el 2 de maig la flota britànica va aconseguir enfonsar el vaixell argentí "General Belgrano", amb la qual cosa es va aconseguir que la força naval argentina es retirés del combat. Tanmateix, el 4 de maig, els argentins enfonsaren el destructor britànic Sheffield.
Durant la nit del 21 de maig, els britànics aconseguiren desembarcar a la badia de San Carlos, situada a la costa septentrional de les Falkland, cent quilòmetres a l'oest de Stanley; el 28 de maig, després d'intensos combats, els britànics recuperaren Darwin i Goose Green, i, l'11 de juny, començaren l'atac contra Port Stanley, on la guarnició argentina va rendir-se el dia 14.
Durant les sis setmanes de la Guerra de les Malvines les unitats aèries argentines infligiren seriosos danys i pèrdues a les forces navals britàniques de la Royal Navy. Es desplegaren avions de la RAF a l'Illa de l'Ascensió i a bord dels portaavions de l'Armada. Les missions de perfil més alt d'aquest conflicte van ser les incursions "Black Buck" pels avions Avro Vulcan amb base a Ascensió; però la RAF també realitzà molts altres serveis durant el conflicte amb els seus helicòpters a les mateixes Illes Malvines, amb els seus Harrier GR3 volant des del portaavions HMS Hermes, els seus caces protegint Ascensió, els avions de patrulla marítima escrutant l'Atlàntic Sud, i la seva flota d'avions cisterna i de transport, que ajudaren en l'enorme esforç logístic de la guerra.

## Conseqüències
La Guerra va tenir importants repercussions polítiques en tots dos països; a l'Argentina, la derrota va dur a la fi de la dictadura i a la reinstauració de la democràcia; per la seva banda, al Regne Unit, l'èxit de la campanya va reforçar el govern de Margaret Thatcher, la qual va guanyar les eleccions de 1983. Malgrat el resultat de la guerra de 1982, després de la reforma de 1994 la constitució argentina recull en el seu text la reivindicació sobre les Illes Malvines i les Illes Geòrgia del Sud i Sandwich del Sud així com sobre els espais marítims i insulars corresponents per considerar-los part del seu territori nacional.